# All The Good Shit: The Best of Sum 41
All The Good Shit: The Best of Sum 41 fue un álbum recopilatorio de grandes éxitos de Sum 41, lanzado primero en Japón como 8 Years of Blood, Sake and Tears: The Best of Sum 41 2000-2008 y posteriormente en el resto del mundo con el título internacional. La versión en japonés fue lanzado el 26 de noviembre de 2008 y la versión de todo el mundo fue lanzado el 17 de marzo de 2009. Este es  el primer álbum de grandes éxitos de la banda. Incluye individuales de cada uno de los álbumes del grupo de estudio, así como una canción inédita, "Always". El lanzamiento también incluye un DVD extra con todos los videos musicales de la banda (con exclusión de "Some Say" y "Handle This")

## Lista de canciones
Todas las letras escritas por Deryck Whibley, toda la música compuesta por Sum 41. 
| CD  |                                                                  |          |  |
| N.º | Título                                                           | Duración |  |
| 1.  | «Still Waiting» (from Does This Look Infected?)                  | 2:38     |  |
| 2.  | «The Hell Song» (from Does This Look Infected?)                  | 3:21     |  |
| 3.  | «Fat Lip» (from All Killer No Filler)                            | 2:58     |  |
| 4.  | «We're All to Blame» (from Chuck)                                | 3:38     |  |
| 5.  | «Walking Disaster» (from Underclass Hero)                        | 4:46     |  |
| 6.  | «In Too Deep» (from All Killer No Filler)                        | 3:27     |  |
| 7.  | «Pieces» (from Chuck)                                            | 3:01     |  |
| 8.  | «Underclass Hero» (from Underclass Hero)                         | 3:16     |  |
| 9.  | «Motivation» (from All Killer No Filler)                         | 2:52     |  |
| 10. | «Makes No Difference» (newly recorded version)                   | 3:10     |  |
| 11. | «With Me» (from Underclass Hero)                                 | 4:51     |  |
| 12. | «Handle This» (from All Killer No Filler)                        | 3:37     |  |
| 13. | «Over My Head (Better Off Dead)» (from Does This Look Infected?) | 2:29     |  |
| 14. | «Pain for Pleasure» (from All Killer No Filler)                  | 1:42     |  |

### All the Good ShitBest Buy bonus tracks
| N.º | Título                                                       | Duración |  |
| 15. | «Always» (previously unreleased)                             | 3:22     |  |
| 16. | «Motivation» (Live at the House of Blues in Cleveland, Ohio) | 3:45     |  |

### All the Good Shit. 14 - Solid Gold Hits 2000-2008iTunes bonus track version
| N.º | Título                 | Duración |  |
| 15. | «The Hell Song» (Live) | 3:17     |  |
| 16. | «With Me» (Video)      | 4:53     |  |
| 17. | «Fat Lip» (Video)      | 3:20     |  |
| 18. | «In Too Deep» (Video)  | 3:41     |  |

### 8 Years of Blood, Sake and Tearsbonus tracks
| N.º | Título                                                       | Duración |  |
| 15. | «Always» (previously unreleased)                             | 3:22     |  |
| 16. | «The Hell Song» (Live at the Orange Lounge, Toronto)         | 3:17     |  |
| 17. | «Motivation» (Live at the House of Blues in Cleveland, Ohio) | 3:45     |  |

### DVD
| DVD (music videos) |                                  |          |  |
| N.º                | Título                           | Duración |  |
| 1.                 | «Fat Lip»                        |          |  |
| 2.                 | «Pain for Pleasure»              |          |  |
| 3.                 | «Makes No Difference»            |          |  |
| 4.                 | «In Too Deep»                    |          |  |
| 5.                 | «Motivation»                     |          |  |
| 6.                 | «The Hell Song»                  |          |  |
| 7.                 | «Over My Head (Better Off Dead)» |          |  |
| 8.                 | «Still Waiting»                  |          |  |
| 9.                 | «We're All to Blame»             |          |  |
| 10.                | «Pieces»                         |          |  |
| 11.                | «Underclass Hero»                |          |  |
| 12.                | «Walking Disaster»               |          |  |
| 13.                | «With Me»                        |          |  |

## Personales
- Deryck Whibley - Guitarra, voz líder
- Dave Baksh - Guitarra,
- Cone McCaslin - Bajo
- Steve Jocz - Batería, voz

### Producción y mezclas
- Canciones 1, 2, 7, 13 producidas por Greig Nori
- Canciones 3, 6, 9, 12, 14 producidas por Jerry Finn
- Canciones 4 & 10 producidas por Greig Nori & Deryck Whibley
- Canciones 5, 8, 11, 15 producidas por Deryck Whibley

- Canciones 1, 7, 13 mezcladas por Andy Wallace
- Canciones 2-4, 6, 9, 12, 14 mezcladas por Tom Lord-Alge
- Canciones 5, 8, 11 mezcladas por Chris Lord-Alge
- Canciones 10 mezcladas por Jerry Finn
- Canciones 15 mezcladas por Deryck Whibley